# Wilcze (gmina Koronowo)
Wilcze – (niem. Wilsche) wieś w Polsce położona w województwie kujawsko-pomorskim, w powiecie bydgoskim, w gminie Koronowo, położona 15 km na północny zachód od Koronowa i 38 km na północny zachód od centrum Bydgoszczy.

## Podział administracyjny
Wieś duchowna, własność opata cystersów w Koronowie pod koniec XVI wieku leżała w powiecie nakielskim województwa kaliskiego. W latach 1975–1998 miejscowość należała administracyjnie do województwa bydgoskiego.

## Demografia
Liczba mieszkańców wsi, sięgająca niegdyś 350 mieszkańców, obecnie (XII 2015 r.) wynosi 243 osoby. Wieś obejmuje 52 domy.

## Historia
Na terenie wsi Wilcze na wzgórzach, które na początku XX wieku przecięła kolej i wiadukt, 10 października 1410 doszło do bitwy polsko-krzyżackiej, zwanej często (aczkolwiek niezgodnie z prawdą historyczną) bitwą pod Koronowem. Jan Długosz opisywał ją jako bitwa pod Lonckiem (prawdopodobnie dawna nazwa wsi brzmiała Łąsko Nowe), stąd mylnie interpretowane jest faktyczne miejsce zdarzenia.
W 1946 r., z inicjatywy mieszkańców, m.in. Czesława Glonka, przed obecnym sklepem GS, w miejscu po zniszczonej w czasie okupacji kapliczce przydrożnej, postawiono figurę Serca Jezusa. Miała ona upamiętniać zarówno ofiary II wojny światowej, jak i późniejszych (1945 r.) wysiedleń mieszkańców w głąb Związku Radzieckiego. Nazwiska osób pomordowanych przez Niemców znajdują się na tablicy pamiątkowej umieszczonej na dzwonnicy w Łąsku Wielkim.
W latach 60. XX wieku, mieszkańcy wsi w czynie społecznym, usypali nad jeziorem kopiec, upamiętniający stoczoną tu w 1410 r. bitwę. Na kopcu miał stanąć pomnik, który zmontowano ostatecznie na przedmieściach Koronowa, pomimo tego, że jego konstrukcja została już przywieziona do Wilcza i przez 5 lat była przechowywana we wsi.

## Straż pożarna
Na terenie wsi działa Ochotnicza Straż Pożarna (OSP), założona w 1926 r. Miejscowa remiza powstała razem ze świetlicą wiejską w drugiej połowie lat 90. XX wieku.